# Liste der Monuments historiques in Cérons
Die Liste der Monuments historiques in Cérons führt die Monuments historiques in der französischen Gemeinde Cérons auf.

## Liste der Bauwerke
| Bezeichnung      | Beschreibung              | Standort | Kennzeichnung | Schutzstatus | Datum | Bild           |
| ---------------- | ------------------------- | -------- | ------------- | ------------ | ----- | -------------- |
| Schloss          | Erbaut um 1800            | (Lage)   | PA33000106    | Inscrit      | 2008  | weitere Bilder |
| Kirche St-Martin | Erbaut im 12. Jahrhundert | (Lage)   | PA00083516    | Classé       | 1913  | weitere Bilder |

## Liste der Objekte
- Monuments historiques (Objekte) in Cérons in der Base Palissy des französischen Kultusministeriums